# Curt Bruns
Curt Bruns (12 de marzo de 1915 – 15 de junio de 1945) fue un capitán de la Wehrmacht y criminal de guerra. Fue el primer criminal de guerra en ser ejecutado por el ejército de los Estados Unidos bajo la condena de múltiples crímenes de guerra después de la Segunda Guerra Mundial. Bruns fue fusilado por haber ordenado la ejecución de dos prisioneros de guerra estadounidenses durante la Batalla de las Ardenas después de enterarse de que estos eran Ritchie Boys (judíos alemanes enlistados como soldados estadounidenses). Al dar la orden, expresó que: «Los judíos no tienen derecho a vivir en Alemania».

## Primeros años y servicio militar
Corre nació en Juist, Imperio Alemán, en 1915. Trabajó como empleado en una tienda de comestibles en Stuttgart antes de unirse a la Wehrmacht en 1936. Bruns se convirtió en oficial en 1939. Obtuvo el grado de Hauptmann en septiembre de 1943. Se casó y tuvo un hijo.

## Crímenes de guerra
Entre el 16 de diciembre de 1944 y el 20 de diciembre de 1944, durante la Batalla de las Ardenas, los soldados estadounidenses capturaron a unos 30 soldados de la Wehrmacht, incluido el cabo Heinrich Kauter (cuyo testimonio fue crucial en el juicio contra Bruns), capturado el 16 de diciembre. Durante este tiempo, Kauter y sus compañeros prisioneros de guerra fueron interrogados por dos soldados estadounidenses que sabían hablar alemán de forma fluida. El 20 de diciembre de 1944, unos 300 soldados estadounidenses, incluidos los dos interrogadores mencionados, fueron capturados por el 2.ª Batallón alemán, 293.ª Regimiento Volksgrenadier, la 18.ª División Volksgrenadier. Las fuerzas alemanas estaban dirigidas por Curt Bruns, que operaba en Bleialf y Schoenberg. Los prisioneros de guerra estadounidenses fueron llevados inmediatamente a una oficina de aduana. Kauter iba delante de ellos. Bruns estaba en la calle frente a la aduana cuando llegaron los prisioneros de guerra.
Poco después de la llegada de los prisioneros de guerra, los prisioneros de guerra alemanes recientemente liberados informaron a Bruns de que había un par de prisioneros estadounidenses que hablaban alemán con fluidez. Estos hombres eran Ritchie Boys asignados al Equipo #154 de Interrogación de Prisioneros de Guerra (IPW) de la 106.ª División de Infantería: el sargento de estado mayor Richard Jacobs y el técnico de 5.º grado Murray Zappler. Bruns ordenó de inmediato el traslado de Jacobs y Zappler. Estaban alineados contra la pared de la casa por el sargento Werner Hoffmann. Bruns hizo que todos los demás prisioneros de guerra estadounidenses marcharan en dirección al municipio de Bleialf. Bruns preguntó a Jacobs y Zappler si habían interrogado a sus hombres en alemán. Después de que dijeron que sí, Bruns les hizo varias preguntas más. En algún momento, los hombres confesaron ser judíos alemanes.
Bruns luego comentó: "Juden haben kein Recht, in Deutschland zu leben" ("Los judíos no tienen derecho a vivir en Alemania"). Él y Hoffmann tuvieron una breve conversación, después de lo cual Hoffmann inmediatamente convocó un pelotón de fusilamiento compuesto por cinco o seis suboficiales, hizo marchar a Jacobs y Zappler por el camino y los fusiló.

## Arresto, juicio y ejecución
Este crimen fue expuesto por el cabo Heinrich Kauter, el soldado de la unidad de Bruns que había sido interrogado por los Ritchie Boys. Kauter era un comunista que había sido enviado a un campo de concentración y luego reclutado forzosamente cerca del final de la guerra debido a la escasez de soldados. Después de ser capturado una vez más, Kauter dijo que quería denunciar un crimen de guerra. Dijo que había sido testigo de los asesinatos de dos prisioneros de guerra estadounidenses que fueron fusilados después de decir que eran "judíos de Berlín". Los oficiales pusieron al capitán Bruns en una lista de buscados por presuntos criminales de guerra. Al día siguiente, un investigador interrogó a Kauter sobre los detalles del incidente. Se descubrió que los dos prisioneros fueron fusilados por la espalda.
Bruns fue capturado el 7 de febrero de 1945 y fue identificado poco después. Durante el interrogatorio, admitió haber hablado con Jacobs y Zappler, pero negó estar involucrado en sus muertes. Dijo que le informaron sobre sus muertes, que se habían llevado a cabo bajo las órdenes de su superior, un teniente coronel de apellido Witte.
Los interrogadores no le creyeron a Bruns. Witte fue visto como un chivo expiatorio conveniente ya que el mismo había muerto en combate. Los funcionarios colocaron a Anton Korn, otro comunista reclutado, en una celda junto a Bruns, con la esperanza de obtener una confesión. A Korn se le dio una historia falsa como coartada de que estaba bajo custodia por ser sospechoso de asesinar a civiles belgas.
El 13 de febrero de 1945, soldados estadounidenses encontraron los cuerpos de Jacobs y Zappler en un pequeño agujero a más de 90 metros de la carretera. Kauter había dicho que los asesinatos ocurrieron en algún punto de la ciudad de Bleialf. Los dos hombres yacían boca arriba en una tumba abierta y poco profunda. A ambos les faltaban las botas. Después de que Kauter, que había sido recapturado, contara a los funcionarios estadounidenses lo que había sucedido, Bruns fue catalogado como presunto criminal de guerra. Después de tres semanas de búsqueda, Bruns fue encontrado y arrestado en un búnker en Schwarzer Mann. A pesar de que la guerra aún no había terminado, Bruns fue juzgado por crímenes de guerra por ejecución ilegal de Jacobs y Zappler. Se permitió el juicio prematuro después de que Bruns fuese declarado como una amenaza para las operaciones militares estadounidenses. El juicio de Bruns duró un único día. Se llevó a cabo el 7 de abril de 1945, en la localidad de Düren. Bruns se declaraba a sí mismo como inocente. Sin embargo, varios testigos, incluido Kauter, testificaron contra Bruns. Bruns le dijo a Korn que su batallón una vez había tomado cautivos a varios cientos de soldados estadounidenses y 15 oficiales estadounidenses. Entre ellos, recordó, había dos oficiales judíos. Bruns dijo que separó a los oficiales del resto y los envió de regreso a la línea de mando, después de lo cual se suponía que "los iban a eliminar". Bruns le dijo a Korn que había hecho un juramento sagrado de que, "sin importar que Alemania termine ganando o perdiendo la guerra, dedicaré mi vida a la destrucción de los judíos". Bruns dijo que no le tenía miedo a los testigos porque era mentalmente superior a ellos. También se jactó de haber asesinado a algunos de sus propios hombres varios días antes de su captura. Dijeron que querían rendirse, después de lo cual Bruns dijo que los mató a tiros con una pistola ametralladora. El juicio fue similar al de los espías alemanes; Bruns fue juzgado de manera prematura después de ser considerado una amenaza para las operaciones militares estadounidenses y Bruns fue juzgado por una comisión militar.

Bruns siguió declarandose inocente y culpó Witte de las ejecuciones. El caso se basó únicamente en el testimonio de testigos. Kauter y Korn testificaron contra Bruns, al igual que Margarethe Meiters, una mujer de 19 años que conocía a Bruns y había vivido en la aduana de Bleialf. Meiters dijo que mientras los prisioneros estadounidenses marchaban, escuchó a Bruns gritar: "Si no levantan las manos, les dispararé". Más tarde ese día, el ayudante de Bruns, un teniente llamado Oppermann, decidió confesarle a Meiters:
Hoy hemos vuelto a capturar a un gran número de estadounidenses. En Alemania no hay cabida para negros o judíos capturados. Hoy le disparamos a dos judíos. ¿No lo oíste ni lo viste? Les dispararon porque los prisioneros alemanes los habían identificado como los dos soldados enemigos que los habían interrogado.
Bruns rechazó la veracidad del testimonio. Él y el oficial designado para defenderlo intentaron poner en duda el testimonio, aunque sin éxito, entonces Bruns sería declarado culpable y condenado a muerte. El caso fue revisado el 20 de abril de 1945. Los funcionarios determinaron que el caso contra Bruns era en su mayor parte circunstancial. Hubo varias inconsistencias en el testimonio, y ninguno de los testigos dijo una sola vez que fuera Bruns quien diese la orden de ejecutar a Jacobs y Zappler. En última instancia, los funcionarios recomendaron que se mantuviera el veredicto de culpabilidad. Si bien hubo algunas inconsistencias con el testimonio de los testigos, gran parte de lo que dijeron coincidía y ninguno de los testigos tenían motivos para mentir.
El veredicto y la sentencia fueron confirmados por el coronel Ernest Brannon el 8 de mayo de 1945.
Bruns fue fusilado en una cantera de grava en Denstorf el 15 de junio de 1945. Fue el primer criminal de guerra del Eje en ser ejecutado por el ejército estadounidense. Los estadounidenses normalmente ejecutaban a los criminales de guerra alemanes en la horca, ya que el pelotón de fusilamiento era vista como una forma honorable de morir. Sin embargo, Bruns fue fusilado ya que había sido juzgado antes de que terminara la guerra. Se le permitió usar su uniforme, despojado de insignias, antes de la ejecución. Bruns fue uno de los seis alemanes que el ejército estadounidense fusiló en Denstorf ese día. Todas las ejecuciones fueron grabadas. Los otros cinco hombres, cuatro soldados de las SS y un soldado de la Wehrmacht, fueron ejecutados por espionaje.
De los casi 300 criminales de guerra nazis ejecutados por el ejército estadounidense, Bruns fue uno de los dos únicos a los que se ejecutó mediante fusilamiento en vez de ahorcamiento. El otro fue Anton Dostler.